# 中山讓治
中山 讓治（なかやま じょうじ、1950年〈昭和25年〉5月11日 - ）は、日本の実業家。第一三共株式会社常勤顧問、日本製薬工業協会会長。大阪府出身。学位は経営学修士（ノースウェスタン大学・1979年）。

## 経歴
大阪教育大学附属高等学校天王寺校舎を経て大阪大学基礎工学部を卒業。大阪大学大学院生物工学科修士課程を修了後、1979年にサントリー（現・サントリースピリッツ）に入社。2000年に取締役に就任。2002年に第一サントリーファーマを設立した後、2003年に第一製薬に移籍、取締役に就任。2007年に経営統合により第一三共に入社、執行役員に就任。2010年に代表取締役社長兼CEOに就任。2017年に代表取締役会長兼CEOに就任。2019年に代表取締役会長に職位変更。2020年に常勤顧問に職位変更。2022年、旭日重光章受章。

## 人物
サントリーに28歳で入社。30代で営業から財務、そして1988年（昭和63年）8月に経営戦略を立てる企画部の課長となり、「脱・ウイスキー依存」を図り将来ビジョン「“夢”2001」を策定した。バブル景気を迎えた当時、若者に人気の「缶入り酎ハイ（缶チューハイ）」を筆頭に焼酎ブームとなり、その影響でウイスキーの業績が落ちており、「この会社は、10年たったら、どうなるのだろうか」を探ったといい、「自由奔放に大きなことをさせてもらいました」。第一三共のトップとなった現在も経営判断を最優先するため、「完全オフと自分の体調管理を中心に考え」て休日を過ごし、「歩くためのゴルフ」「テレビで囲碁観戦」「読書」するという。

## 略歴
- 1969年（昭和44年）3月 - 大阪教育大学附属高等学校天王寺校舎卒業[6]。
- 1974年（昭和49年）3月 - 大阪大学基礎工学部卒業[6]。
- 1976年（昭和54年）3月 - 大阪大学大学院生物工学科修士課程修了[7]。
- 1979年（昭和54年） - ノースウェスタン大学ケロッグ経営大学院修了[2]。
- 1979年（昭和54年）4月 - サントリー株式会社（現・サントリースピリッツ株式会社）入社[8]。
- 1988年（昭和63年）8月 - サントリー株式会社（現・サントリースピリッツ株式会社）経営企画部課長[5]。
- 1994年（平成6年） - サントリー株式会社（現・サントリースピリッツ株式会社）経営企画部部長。
- 1996年（平成8年）3月 - サントリー株式会社（現・サントリースピリッツ株式会社）医薬事業部企画部部長[9]。
- 1998年（平成10年）12月 - サントリー株式会社（現・サントリースピリッツ株式会社）生物医学研究所所長兼研究業務部部長兼医薬企画部部長[10]。
- 2000年（平成12年）2月 - 株式会社サントリー生物医学研究所設立 代表取締役社長[11]。
- 2000年（平成12年）3月 - サントリー株式会社（現・サントリースピリッツ株式会社）取締役 医薬事業部企画部部長[12]。
- 2000年（平成12年）6月 - サントリー株式会社（現・サントリースピリッツ株式会社）取締役[13]。
- 2001年（平成13年）3月 - サントリー株式会社（現・サントリースピリッツ株式会社）取締役 特許情報部担当兼医薬事業本部本部長兼医薬事業部部長[14]。
- 2002年（平成14年）9月 - サントリー株式会社（現・サントリースピリッツ株式会社）取締役 医薬事業本部本部長兼医薬事業部部長[15]。
- 2002年（平成14年）12月 - 第一サントリーファーマ株式会社出向 代表取締役社長[8]。
- 2003年（平成15年）3月 - サントリー株式会社（現・サントリースピリッツ株式会社）退職[16]。
- 2003年（平成15年）6月 - 第一製薬株式会社入社 取締役[8]。
- 2006年（平成18年）6月 - 第一製薬株式会社取締役 経営企画部部長[8]。
- 2007年（平成19年）4月 - 第一三共株式会社入社 執行役員 欧米管理部部長[8]。
- 2009年（平成21年）4月 - 第一三共株式会社常務執行役員 海外管理部部長[8]。
- 2010年（平成22年）4月 - 第一三共株式会社副社長執行役員 日本カンパニープレジデント[8]。
- 2010年（平成22年）6月 - 第一三共株式会社代表取締役社長兼CEO[17]。
- 2011年（平成22年）5月 - 日本製薬工業協会副会長[18]。
- 2014年（平成26年）6月 - 東京医薬品工業協会会長[19]。
- 2017年（平成29年）4月 - 第一三共株式会社代表取締役会長兼CEO[20]。
- 2018年（平成30年）5月 - 日本製薬工業協会会長（現任）[21]。
- 2019年（令和元年）6月 - 第一三共株式会社代表取締役会長[22]。
- 2020年（令和2年）6月 - 第一三共株式会社常勤顧問（現任）[23]。

## 現職
- 第一三共株式会社常勤顧問
- 味の素株式会社社外取締役[24]
- 日本製薬工業協会会長[25]
- 一般社団法人産業競争力懇談会理事[26]
- 民間外交推進協会理事[27]
- 公益財団法人新国立劇場運営財団評議員[28]
- 日本バイオ産業人会議世話人副代表[29]
- 一般社団法人ライフサイエンス・イノベーション・ネットワーク・ジャパン 運営諮問委員[30]

## 功績
- かつて社債の発行額が資本金の額に応じて法令で規制されており、企業が自由に社債を発行できなかった頃、サントリーの社員として大蔵省に法規制を見直すよう掛け合った[2]。大蔵省からは「法律が変わるなんてあり得ない」とあしらわれたが、経団連がこの主張を取り上げ、業界として対応した結果、最終的にこの規制を設けていた法律は廃止された[2]。

## 親族
- 祖父：中山福蔵（弁護士・政治家、元衆議院議員）
- 祖母：中山マサ[31]（教員・政治家、元厚生大臣） - 1891年、長崎にイギリス人の父と日本人の母との間に生まれた[31](中山讓治の言によれば、マサの父はロドニー・H・パワーズというアメリカ人とされる[32])。日本初の女性大臣である[31]。
- 叔父：中山正暉（政治家、元郵政大臣・元建設大臣）
- 父：中山太郎（政治家、元外務大臣・元建設大臣）
- 従弟：中山泰秀（政治家、衆議院議員・防衛副大臣）